# تپه دالو
تپه دالو مربوط به دوره اشکانیان - سده‌های اولیه دوران‌های تاریخی پس از اسلام است و در شهرستان ازنا، بخش جاپلق، دهستان جاپلق شرقی، ۳۰۰ متری شمال روستای تازه ران واقع شده و این اثر در تاریخ ۲۲ آبان ۱۳۸۶ با شمارهٔ ثبت ۲۰۰۷۰ به‌عنوان یکی از آثار ملی ایران به ثبت رسیده است.